# اچ‌ام‌ای‌اس پیری (جی۱۸۹)
اچ‌ام‌ای‌اس پیری (جی۱۸۹) (به انگلیسی: HMAS Pirie (J189)) یک کشتی است که طول آن ۱۸۶ فوت (۵۷ متر) می‌باشد. این کشتی در سال ۱۹۴۱ ساخته شد.